# Idiocerus amygdali
Idiocerus amygdali är en insektsart som beskrevs av Korolevskaya 1968. Idiocerus amygdali ingår i släktet Idiocerus och familjen dvärgstritar. Inga underarter finns listade i Catalogue of Life.